# William Allan Hailes
William Allan Hailes, avstralski general in vojaški kirurg, * 9. junij 1891, † 22. januar 1949.
Od leta 1937 je bil predavatelj kirurgije na Univerzi v Melbournu.